# Can't Stop!! -LOVING-
〈Can't Stop!! -LOVING-〉(캔트 스탑!! -러빙-)은 SMAP의 데뷔 싱글이다. 1991년 9월 9일에 빅터 엔터테인먼트로부터 발매되었다.

## 수록곡
1. Can't Stop!! -LOVING-
  - 작사:森浩美 / 작곡:Jimmy Johnson / 편곡:船山基紀
2. SMAP MEDLEY
  - SMAP　작사:森浩美 / 작곡:長岡成貢 / 편곡:長岡成貢
  - つれないよ　작사:森浩美 / 작곡:筒美京平 / 편곡:船山基紀
  - 踊り明かせば　작사:森浩美 / 작곡:長岡成貢 / 편곡:長岡成貢
  - SMAP No.5　작사:森浩美 / 작곡:長岡成貢 / 편곡:長岡成貢
  - BANG-BANG-BANG　작사:森浩美 / 작곡:長岡成貢 / 편곡:長岡成貢
3. Can't Stop!! -LOVING- (オリジナル・カラオケ)

## 카탈로그
- CD：VIDL-10159
- 카세트：VISL-167